# Sùng Đô
Sùng Đô là một xã thuộc huyện Văn Chấn, tỉnh Yên Bái, Việt Nam.
Xã Sùng Đô có diện tích 40,76 km², dân số năm 2019 là 3.679 người, mật độ dân số đạt 90 người/km².